# Amphilophus longimanus
Amphilophus longimanus är en fiskart som först beskrevs av Günther, 1867.  Amphilophus longimanus ingår i släktet Amphilophus och familjen Cichlidae. Inga underarter finns listade i Catalogue of Life.